# 圣约翰礼拜堂 (伦敦)
51°30′27″N 0°4′35″W / 51.50750°N 0.07639°W

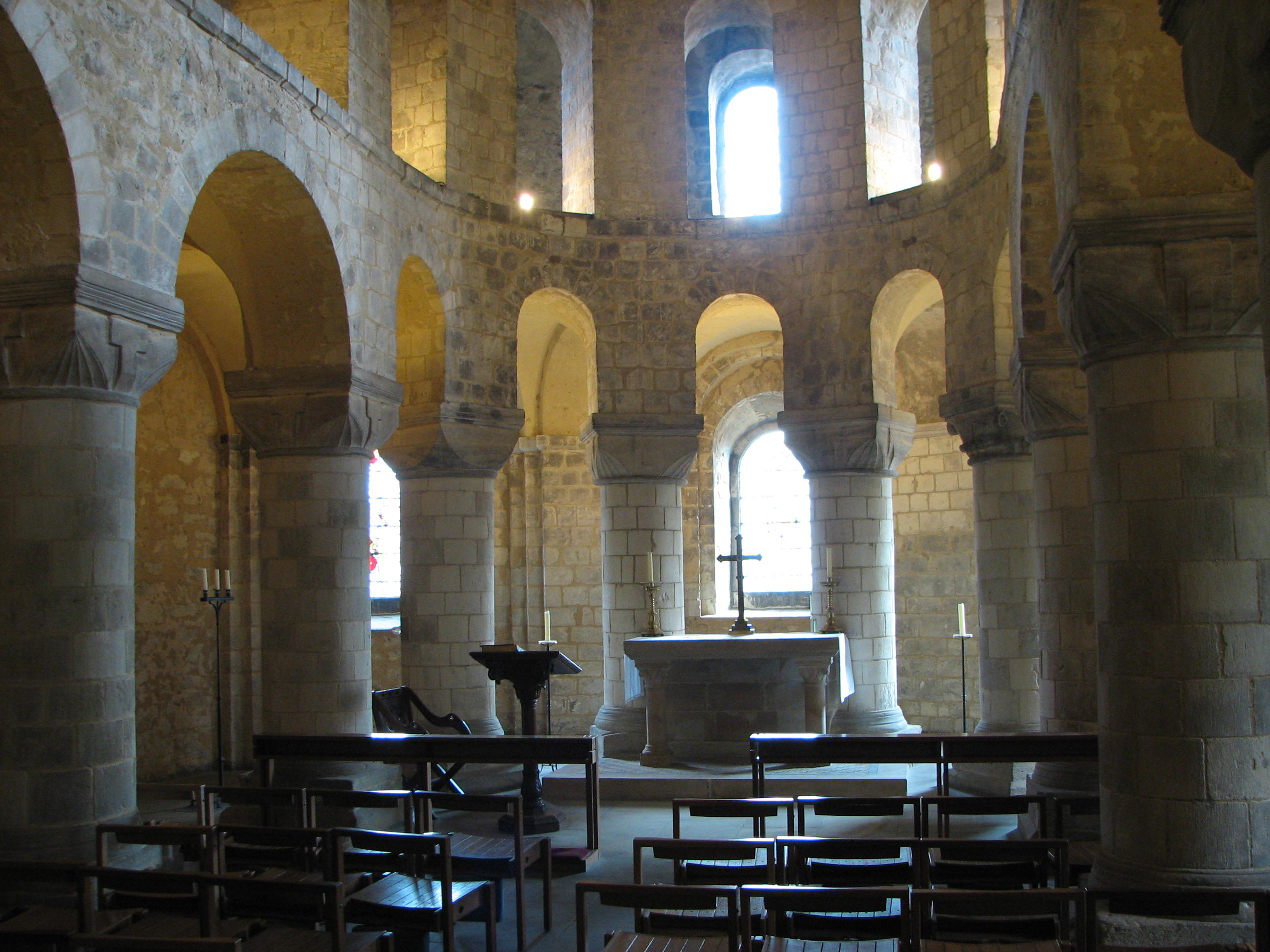

圣约翰礼拜堂（St. John's Chapel）位于伦敦塔内，可追溯到1080年。
圣约翰礼拜堂为罗马式，在白塔的二楼，建于1077–97年，为威廉一世的堡垒最古老的部分，用从法国进口的石料建造。
该堂自诺曼征服英格兰以来一直保留至今。